# 小雪的太陽
《小雪的太陽》是日本漫畫家千葉徹彌於1963年創作的日本漫畫作品。東京電影於1972年嘗試改編成動畫，並委託宮崎駿負責5分鐘試播集的劇本和導演，這也是宮崎駿正式以導演身分推出的作品（《魯邦三世》是和高畑勳共同執導）。但最終成果無法說服製片人，並停止取消製作該項目。
永旺娛樂曾經於2013年12月26日於全日本76家電影院上映該試播集。

## 來源
1. ↑  . 2013-12-22  [2019-06-10]. （原始内容存档于2022-08-15） （意大利语）.
2. ↑  Raz Greenberg. Bloomsbury , 编. . : 36  [2019-06-10]. ISBN 978-1-5013-3596-9 （英语）.
3. ↑  . 映画.com. 2014-01-09  [2024-09-08]. （原始内容存档于2024-12-05） （日语）.